# Спіцин Олександр Сергійович
Олександр Сергійович Спіцин (нар. 22 серпня 1963, Запоріжжя, УРСР, СРСР) — радянський та український футболіст. Майстер спорту СРСР (1989). Нині — тренер. З  жовтні 2021 року — головний тренер жіночої команди одеського «Чорноморця».

## Кар'єра гравця
Вихованець ДЮСШОР «Металург» (Запоріжжя). Перший тренер — Б. Зозуля. Виступав у командах: «Металург» (Запоріжжя), «Чорноморець» (Одеса), ЦСКА (Москва), «СКА Карпати», «Фельтен», «Буліден», «Миколаїв», «Єлимай», СК «Одеса», «Чорноморець-2». Володар Кубку України 1992 року (у фіналі виходив на заміну). Учасник матчів розіграшів Кубку УЄФА 1985/86 та 1990/91.

## Кар'єра в збірній
Грав за молодіжну збірну СРСР. У складі збірної команди УРСР виступав на Спартакіаді народів СРСР 1983 року.

## Тренерська кар'єра
З 2000 року на тренерській роботі. До вересня 2003 року працював у тренерському штабі «Чорноморця-2». У 2004 році — граючий головний тренер одеського «Івана», пізніше - черкаського «Дніпра». Має ліцензію тренера з футболу категорії «А».
Три сезони (2005—2008 рр.) працював тренером МФК «Миколаїв».
У 2009 році повернувся в «Чорноморець», де в місцевій СДЮШОР в тандемі з Василем Іщаком приступив до роботи з командою юнаків 1995 року народження. Під їх керівництвом 17-річні «моряки» стали бронзовими призерами першості ДЮФЛ 2012 року. У наступному сезоні кістяк цієї команди склав основу «Чорноморця (U-19)» в першому в історії турнірі серед юнацьких команд (U-19) клубів прем'єр-ліги. У червні 2012 року тренерами нової команди також стали Іщак та Спіцин.
З грудня 2012 року Спіцин — тренер молодіжного складу «Чорноморця». У серпні 2017 року «Чорноморець» припинив співпрацю зі Спіциним.
У жовтні 2021 року очолив жіночу команду одеського «Чорноморця».

## Досягнення
- Кубок Федерації футболу СРСР
  -  Володар (1): 1990
- Кубок України
  -  Володар (1): 1992